# Asker Aliens
O Asker Balketball Club, conhecido principalmente por sua franquia Asker Aliens é um clube profissional de basquetebol sediado na cidade de Asker, Noruega que atualmente disputa a BLNO. Foi fundado em 1974 e manda seus jogos na Vollenhallen.

## Temporada por Temporada
| Temporada | Nível | Liga | Pos. | Pós Temporada        |
| --------- | ----- | ---- | ---- | -------------------- |
| 2007-08   | 1     | BLNO | 1    | Campeão              |
| 2008-09   | 1     | BLNO | 4    | Semifinalista        |
| 2009-10   | 1     | BLNO | 1    | Campeão              |
| 2010–11   | 1     | BLNO | 1    | Semifinalista        |
| 2011–12   | 1     | BLNO | 1    | Finalista            |
| 2012–13   | 1     | BLNO | 6    |                      |
| 2013–14   | 1     | BLNO | 3    | Semifinalista        |
| 2014-15   | 1     | BLNO | 3    | Campeão              |
| 2015-16   | 1     | BLNO | 8    | Quartas de Finais    |
| 2016-17   | 1     | BLNO | 6    | Quartas de Finais    |
| 2017-18   | 1     | BLNO | 1º   | Finalista            |
| 2018-19   | 1     | BLNO | 10º  |                      |
| 2019-20   | 1     | BLNO | 8º   | Cancelado - COVID-19 |
| 2020-21   | 1     | BLNO | 5º   |                      |
| 2021-22   | 1     | BLNO | 6º   | Quartas de finais    |
| 2022-23   | 1     | BLNO | 10º  |                      |
| 2023-24   | 1     | BLNO | 9º   |                      |
| 2024-25   | 1     | BLNO | 8º   | Quartas de finais    |

## Títulos

### BLNO
Campeões (5): 2002–03, 2004–05, 2007–08, 2009–10, 2014–15
Finalista (2):2005-06, 2011-12, 2017-18